# Bitka za Hrašće na Pješčari
Bitka za kotu Hrašće na brdu Pješčari iznad Lašvanske doline bila je bitka između HVO-a i Armije RBiH.
Mjesto bitke od glavne prometnice Kiseljak- Busovača- Vitez- Travnik udaljeno je nešto manje od dva kilometra. Radi osvajanja hrvatskih prostora bošnjačko-muslimanskim agresorima bilo je bitno zauzeti kotu Hrašće.

## Strateška važnost
S Hrašća se pruža pogled na najveći dio doline rijeke Lašve. K tome su to bili dijelovi Središnje Bosne pod nadzorom HVO-a: dijelovi Travnika, Novog Travnika i Viteza. Držanje Hrašća značilo je HVO-u obraniti Lašvansku dolinu. Osvojiti brdo Pješčaru za Armiju BiH značilo bi dodatno razdvojiti prostore Srednje Bosne pod nadzorom Hrvata. Obrana enklava Žepča, Lepeničke doline i Lašvanske doline te još nekoliko usamljenih džepova, sama po sebi bila je teška. Zbog važnosti ove kote stožer ZP-a izdavao je pripadnicima Zbornog područja HVO-a Vitez posebne potvrde sudionika ove bojišnice kojima za jednodnevnih dopusta nisu bili obvezani ići na druge bojišnice.

## Prije napada
HVO je držao brdo pod svojim nadzorom i prije početka agresije Armije BiH na Središnju Bosnu. Nakon pada Travnika ovo je bila najvažnija kota u Lašvanskoj dolini. Pješčara je nakon agresorskih uspjeha bila u poluokruženju. S istočne strane je dolina rijeke Bile i selo Mehurić u kojeme je bio smješten mudžahedinski odred El-mudžahid, jedan od brojnih u BiH, i 7. muslimanske brigade Armije BiH. U zaleđu u samostanu u Gučoj Gori bile su 1 i 7. krajiška brigada pod zapovjedništvom Mehmeda Alagića i Fikreta Ćuskića. Treći korpus Armije BiH je radi osvajanja Pješčare osnovao posebnu postrojbu. Pripadnici su joj bili prijeratni športskih strijelci iz Zenice. Uz posebne postrojbe 3. korpusa Pješčaru su još napali specijalci Drugog korpusa Armije BiH.
Muslimansko-bošnjački osvajački planovi bili suda osvajanjem Pješčare imaju preduvjete za planirano odvojiti Novi Travnik i dijelove Travnika koji se spajaju s Novim Travnikom. Uspjeh bi stvorio povoljne uvjete za daljnju ofenzivu i zauzimanje Viteza, Busovače, Kiseljaka i Kreševa. Za to su snage Armije BiH angažirale 3 tisuće boraca i mudžahedine. Lokaciju je branilo tek nešto više od trista branitelja HVO-a.

## Bitka
Napadačke snage bili su Treći korpus Armije BiH i mudžahedini. Hrašće su branile pored ostalih branile u prvoj fazi i postrojbe zeničkog HVO-a, a cijelo vrijeme branile su ju 1. i 2. bojna brigade Frankopan, PPN Tvrtko, PPN Vitezovi i PPN Žuti.
8. lipnja 1993. bio je sveopći napad Armije BiH na sve crte obrane HVO-a u prostoru od Kiseljaka do Novog Travnika. Tog je dana Hrašće prvi put palo u bošnjačko-muslimanske ruke. Tog je dana počela najžešća bitka za Pješčaru koja je trajala do 13. lipnja 1993. godine. Najgori dan bio je predzadnji dan bitke 12. lipnja 1993., kad je nekoliko puta naizmjence mijenjalo vlasnike i kad je tog dana HVO-u poginulo 22 pripadnika. HVO je Hrašće uspio vratiti.
Bitka je trajala skoro punih 12 mjeseci. Kota je nekoliko puta bila pod nadzorom jedne, pa druge strane. Posljednji veliki muslimansko-bošnjački napad na Pješčaru bio je nakon zločina u Križančevom selu i polaska konvoja Bijeli put na Božić 1993. godine. U žestokom pokušaju osvajanja kote Hrašća HVO je odolio, a u obrani je poginulo 10 pripadnika HVO-a.
Borbe su se odvijale u gotovo krajnje bliskom razmaku, razmaka u zračnoj crti od 150 metara. Streljačke ekipe Armije BiH ubile su pojedine vojnike HVO-a kroz puškarnice. Usprkos borbama prsa o prsa, ovo je bio cijelo vrijeme najširi prostor u Lašvanskom kraju pod nadzorom HVO.
Sramotni neuspjeh ABiH u pokušaju zauzimanja naizgled lagana cilja, rušio je mit o nepobjedivosti Armije BiH. ABiH je pola godine napadala kotu. Tri tisuće vojnika i specijalaca ABiH i mudžahedina, dovoljno svježih pričuva, nije svladalo HVO bez strateške dubine i svježih pričuva. Pobijedila ih je mala skupina hrabrih tristotinjak hrvatskih branitelja, koji su radi očuvanja svježine smjenjivali se u kratkim razmacima od samo 48 sati. HVO-u je u obrani brda Pješčare poginulo je 69 pripadnika Zbornog područja HVO Vitez i više od stotinu je ranjeno. Muslimansko-bošnjačka strana skrivala je svoje gubitke. Zbog dužine, težine, intenziteta i strateške važnosti, bitka za Hrašće ponijela je nadimak srednjobosanske bitke za Staljingrad.

## Vanjske poveznice
- Kamenjar.com 22 godine od bitke za Lašvansku dolinu – Kota Hrašće, 13. lipnja 2015.
- Udruga nositelja ratnih odličja HVO Herceg-Bosne  Arhivirana inačica izvorne stranice od 17. veljače 2020. (Wayback Machine) Služena sveta misa za poginule branitelje na Pješčari, 13. lipnja 2019